# Perjiva kamathi
Perjiva kamathi är en stekelart som beskrevs av Jonathan och Gupta 1973. Perjiva kamathi ingår i släktet Perjiva och familjen brokparasitsteklar. Inga underarter finns listade i Catalogue of Life.